# Rapid City
Rapid City é uma cidade localizada no estado norte-americano da Dakota do Sul, no Condado de Pennington, do qual é sede. Foi fundada em 1876 e incorporada em 1883.
Com mais de 74 mil habitantes, de acordo com o censo nacional de 2020, é a segunda cidade mais populosa do estado, atrás de Sioux Falls.

## Geografia
De acordo com o Departamento do Censo dos Estados Unidos, a cidade tem uma área de 141,8 km², dos quais 141,7 km² estão cobertos por terra e 0,1 km² (0,1%) por água.

### Localidades na vizinhança
O diagrama seguinte representa as localidades num raio de 12 km ao redor de Rapid City.

## Demografia
Desde 1900, o crescimento populacional médio, a cada dez anos, é de 45,7%.

### Censo 2020
De acordo com o censo nacional de 2020, a sua população é de 74 703 habitantes e sua densidade populacional é de 527,3 hab/km². Seu crescimento populacional na última década foi de 9,9%, próximo do crescimento estadual de 8,9%. É a segunda cidade mais populosa do estado.
Possui 33 544 residências que resulta em uma densidade de 236,8 residências/km² e um aumento de 10,9% em relação ao censo anterior. Deste total, 6,8% das unidades habitacionais estão desocupadas. A média de ocupação é de 2,4 pessoas por residência.

### Censo 2010
Segundo o censo nacional de 2010, a sua população era de 67 956 habitantes e sua densidade populacional de 473,52 hab/km². A cidade possuía 30 254 residências que resultava em uma densidade de 210,8 residências/km².